# Oximă
O oximă este un compus organic din clasa iminelor, având formula generală R1R2C=NOH, unde R1 este o catenă laterală hidrocarbonată, iar R2 poate fi reprezentat de hidrogen, formând o aldoximă, sau de alt radical organic, formând o cetoximă. Amidoximele sunt oximele amidelor cu structura generală RC(=NOH)(NRR'). 

## Utilizări
Cea mai importantă utilizare a oximelor face trimitere la obținerea industrială a caprolactamei, un precursor pentru nailon. Aproximativ jumătate din cantitatea mondială de ciclohexanonă, mai mult de un miliard de kilograme anual, este transformată în oxima corespunzătoare. În prezența acidului sulfuric ca și catalizator, oxima suferă o rearanjare moleculară, dând amidă ciclică numită caprolactamă: